# Mariko Yoshida
Mariko Yoshida, född 27 juli 1954 i Saitama, är en japansk före detta volleybollspelare.
Yoshida blev olympisk guldmedaljör i volleyboll vid sommarspelen 1976 i Montreal.